# Polyaulacus brunneus
Polyaulacus brunneus is een keversoort uit de familie loopkevers (Carabidae). De wetenschappelijke naam van de soort is voor het eerst geldig gepubliceerd in 1878 door Maximilien de Chaudoir.